# Eparchia di Balakovo

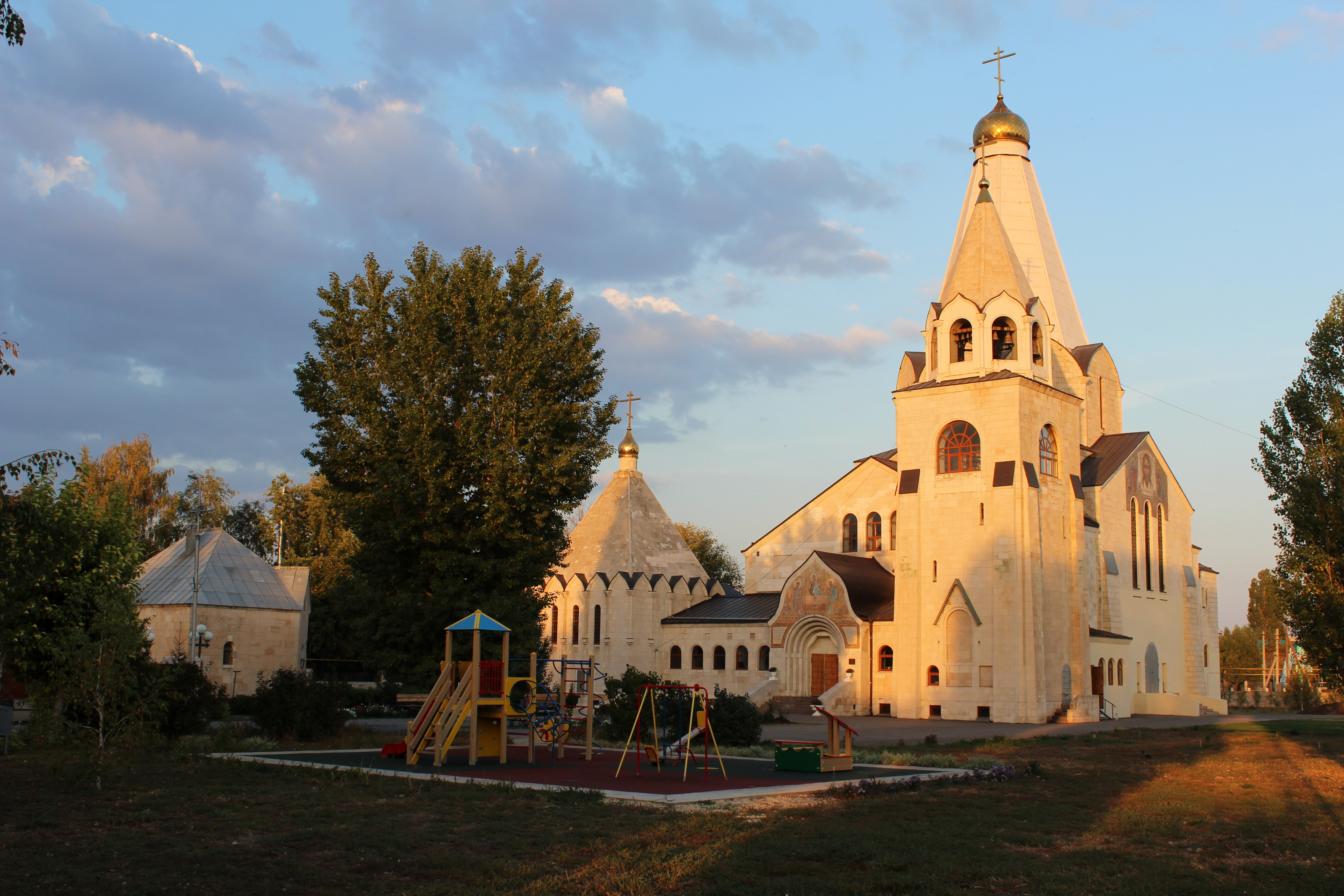
La cattedrale della Santissima Trinità di Balakovo.

L'eparchia di Balakovo (in russo Балаковская епархия?) è una diocesi della Chiesa ortodossa russa, appartenente alla metropolia di Saratov.

## Territorio
L'eparchia comprende la città di Balakovo e i rajon Balakovskij, Duchovnickij, Ivanteevskij, Krasnopartizanskij, Marksovskij, Pereljubskij e Pugačëvskij nella oblast' di Saratov.
Sede eparchiale è Balakovo, dove si trova la cattedrale della Santissima Trinità.
L'eparca ha il titolo ufficiale di «eparca di Balakovo e Nikolaevsk».

## Storia
L'eparchia è stata eretta dal Santo Sinodo della Chiesa ortodossa russa il 24 marzo 2022, ricavandone il territorio dall'eparchia di Pokrovsk, e contestualmente è entrata a far parte della metropolia di Saratov.